# بزرگراه شهید باقری
بزرگراه شهید باقری با نام‌ پروژه ای خیابان ۴۵ متری تهرانپارس و نام پیشین شهید چمران و با شماره بزرگراه ۳۱ یکی از بزرگراه‌های تهران است که جهت شمالی-جنوب دارد. این بزرگراه که در شرق و شمال شرق تهران واقع شده، از تقاطع با بزرگراه بابایی آغاز شده و به بزرگراه یاسینی منتهی می‌شود. این بزرگراه مرز غربی محله تهران‌پارس است.
این بزرگراه در جهت شمالی و جنوبی قرار دارد و طول این بزرگراه ۸/۵ کیلومتر است به همین علت از معابر مهم حمل و نقل شرق تهران محسوب می‌شود.
این بزرگراه در مسیر خود از خیابان‌های ۳۵ متری استقلال، بزرگراه زین الدین، خیابان ۱۹۶ غربی، خیابان شهید نیلفروشان (فرجام)، بزرگراه رسالت، خیابان جانبازان (گلبرگ) و خیابان دماوند تقاطع دارد.

## ساخت
بزرگراه شهید باقری حدفاصل بلوار استقلال تا بزرگراه شهید بابایی ؛ احداث ادامه این بزرگراه از فهرست طرح‌های اجرایی بزرگراهی تهران خارج شده بود و لزوم احداث آن در مسیر جدید از سال ۱۳۸۵ تا ۱۳۸۷ بطول انجامید و طرح جدید با کمترین آسیب به منابع طبیعی و جنگل در غالب ۱۲ پروژه اولویت دار عمرانی شهر تهران تعریف گردید. به‌واسطه پیگیری‌های انجام شده در خلال سالهای ۱۳۸۵ تا ۱۳۸۷ جهت تکمیل ساخت ادامه بزرگراه شهید باقری تا بزرگراه شهید بابایی عملیات اجرایی طرح از دی ماه ۱۳۸۸ ابلاغ و شروع گردید و در بهمن سال ۱۳۹۰ ابتدا پل غیر همسطح این بزرگراه با بلوار استقلال به بهره‌برداری رسید سپس یکسال بعد بزرگراه به‌طور کامل تا بزرگراه شهید بابایی متصل گردید.
هر چند در این مسیر شاهد برخی نامهربانی‌ها، سنگ اندازیها از سوی برخی شهروندان، ساکنان و شهرک‌ها بودیم که سالهای ۱۳۸۵ و ۱۳۸۶ و ۱۳۸۷ صرف خنثی‌سازی این عدم همکاری‌ها و اثبات لزوم احداث این بزرگراه گردید؛ به عنوان نمونه تملک بلوار گلستان با احکام قضایی، اجبار و امتیازات ارائه شده به مدعیان امکان‌پذیر شد. در بهمن ماه سال ۱۳۸۹ سازمان منابع طبیعی، محیط زیست و باشگاه خبرنگاران جوان با صحنه گردانی تعدادی از ساکنان شهرک امید وارد موضوع شدند تا کار احداث این مسیر متوقف بماند و این توقف و تأخیر ۱۴ ماهه هدیه سنگ اندازان به شهروندان تهرانی در ساخت بزرگراه شهید باقری در تاریخ محفوظ ماند. بنا به اظهارات معاون وقت فنی و عمرانی شهرداری تهران (دکتر مازیار حسینی) ساخت این بزرگراه ابعاد پنهانی دارد که کمتر کسی از آن خبر دارد که جهت اطلاع از بخش کوچکی از آن به بخش " بحث " مراجعه شود. در حال حاضر با بهره‌برداری از بزرگراه شهید باقری در تاریخ ۱۶ بهمن ۱۳۹۱ به‌علت همین توقف ۱۴ ماهه (از بهمن ۱۳۸۹ تا اردیبهشت ۱۳۹۱) با افزایش هزینه‌ها، عدم تملک اراضی شمال بزرگراه بابایی در موعد مقرر و اتمام بودجه مصوب پل غیرهمسطح این بزرگراه با بزرگراه شهید بابایی احداث نشده و خودروها چاره ای جزء استفاده از زیرگذر مقابل باشگاه ساصد نداشتند و باریکی و ارتفاع کم این معبر عامل ترافیک، حوادث و گیر کردن وسایط نقلیه بود و با انسداد این زیرگذر در سال ۱۳۹۴ تا حال حاضر (فروردین ۱۴۰۳) تردد از جنوب به شمال بزرگراه شهید باقری به غرب بزرگراه شهید بابایی میسر نبوده و باید از دوربرگردان‌های پل خیابان استخر استفاده شود.
در نهایت در ۷ دی ۱۴۰۱ عملیات اجرایی احداث و اتصال بزرگراه شهید باقری به بزرگراه شهید بابایی در محدوده شمال بزرگراه شهید بابایی (منطقه یک) جهت تامین حرکات جنوب باقری به غرب بابایی و شرق بابایی به جنوب باقری آغاز شد . در کنار این مسیر عملیات عمرانی احداث دوربرگردان جنوب به جنوب بزرگراه شهید باقری (زیرگذر یاس فاطمی) و دسترسی تقاطع غیرهمسطح شمال بزرگراه شهید باقری به غرب بزرگراه شهید زین‌الدین یا ضلع شمال پل قنات کوثر در محدوده منطقه ۴ و دوربرگردان شمال به شمال بزرگراه شهید باقری (جنوب خیابان گلبرگ) در منطقه ۸ آغاز شد .  

## تقاطع ها
| از شمال به جنوب          | از شمال به جنوب                                     | از شمال به جنوب |
| ------------------------ | --------------------------------------------------- | --------------- |
| در دست احداث             |                                                     |                 |
|                          | بزرگراه بابایی                                      |                 |
| دوربرگردان               |                                                     |                 |
| پل بلوار گلستان          | بلوار گلستان شهرک امید                              |                 |
| پل یاس فاطمی             | دوربرگردان یاس فاطمی                                |                 |
| پل استقلال               | بلوار استقلال                                       |                 |
| دوربرگردان               |                                                     |                 |
|                          | بزرگراه زین‌الدین                                    |                 |
| دوربرگردان               |                                                     |                 |
|                          | بلوار زفرقندی (۱۹۶)                                 |                 |
| دوربرگردان               |                                                     |                 |
| پل فرجام                 | بلوار شهید سردار نیلفروشان                          |                 |
| دوربرگردان               |                                                     |                 |
|                          | بزرگراه رسالت                                       |                 |
| ایستگاه متروی شهید باقری |                                                     |                 |
| دوربرگردان               |                                                     |                 |
|                          | بلوار امیری طامه (۱۴۲) خیابان جانبازان              |                 |
| دوربرگردان               |                                                     |                 |
|                          | میدان شقایق خیابان چهل و پنج متری ثانی خیابان دردشت |                 |
| چهارراه خاقانی           | خیابان دماوند                                       |                 |
| دوربرگردان               |                                                     |                 |
|                          | خیابان سعدی                                         |                 |
|                          | خیابان خاقانی                                       |                 |
| دوربرگردان               |                                                     |                 |
|                          | بزرگراه یاسینی                                      |                 |
| از جنوب به شمال          |                                                     |                 |